# Poligenizm
Poligenizm (gr. "wiele początków") – pogląd głoszący, że rodzaj ludzki pochodzi od wielu par przodków, nie zaś od jednej pierwotnej, jak to twierdzi monogenizm (gr. "jeden początek"). 

## Poligenizm w teologii
W wydanej w 1950 roku encyklice Humani generis papież Pius XII ostrzega przed poligenizmem, a wręcz nazywa go herezją, ponieważ nie jest do końca jasne, czy poligenizm jest możliwy do pogodzenia z nauką o grzechu pierworodnym i o jego przejściu na wszystkich potomków Adama i Ewy.
Po roku 1950 teologowie, opierając się na udoskonalonej egzegezie i na dokładniejszej interpretacji wypowiedzi św. Pawła (Rz 5, 12-19), zaproponowali sposoby pogodzenia wiary o istnieniu grzechu pierworodnego z poligenizmem.
Prawda o grzechu pierworodnym jest kwestią wiary, nie jest nią natomiast taka czy inna koncepcja antropogenezy. Nie jest więc kwestią wiary, czy człowiek powstał z jednej ludzkiej pary (monogenizm), z jednej ludzkiej grupy (poligenizm) czy wielu różnych, rozwijających się niezależnie od siebie w jeden gatunek ludzki grup przedludzkich (polifiletyzm). To domena nauk przyrodniczych. 

## Poligenizm w antropologii
Poligenizm był popularnym stanowiskiem w antropologii pierwszej połowy XIX wieku. Jego zwolennikiem był m.in. William Edwards. Poligenizm tłumaczył różnorodność ras ludzkich pochodzeniem od różnych przodków i zgodnie z tym przypisywał im odmienne właściwości psychiczne i moralne. Przeciwnym poglądem był monogenizm, który różnice rasowe tłumaczył różnicami środowiskowymi. Dyskusja między poligenizmem i monogenizmem była głównym sporem w antropologii przed pojawieniem się ewolucjonizmu.